# La Unión (Salvador)
Pour les articles homonymes, voir La Unión.
La Unión est une municipalité et un port maritime du Salvador, et en même temps la capitale du département de La Unión.
Situé au sud-est du golfe de Fonseca, il fait face à l'archipel salvadorien des îles Cuzcatlacas (en espagnol: 'las islas cuzcatlacas), il est un des principaux sites portuaires du Salvador.
C'est par sa population, la deuxième ville de son département après Conchagua qui en est la municipalité la plus peuplée.
À la fin du XIXe siècle, elle comptait 2 000 habitants.